# خوسيه روبيو (ممثل مسرحي)
خوسيه روبيو (بالإسبانية: Pepe Rubio)‏ (و. 1931 – 2012 م) هو ممثل مسرحي، وممثل أفلام إسباني، ولد في لاوبرين، توفي في مدريد، عن عمر يناهز 81 عاماً، بسبب ابيضاض الدم.

## وصلات خارجية
- خوسيه روبيو على موقع IMDb (الإنجليزية)
- خوسيه روبيو على موقع ألو سيني (الفرنسية)
- خوسيه روبيو على موقع أول موفي (الإنجليزية)
- خوسيه روبيو على موقع قاعدة بيانات الفيلم (الإنجليزية)
- خوسيه روبيو على موقع كينوبويسك (الروسية)